# Tysklands bidrag i Eurovision Song Contest

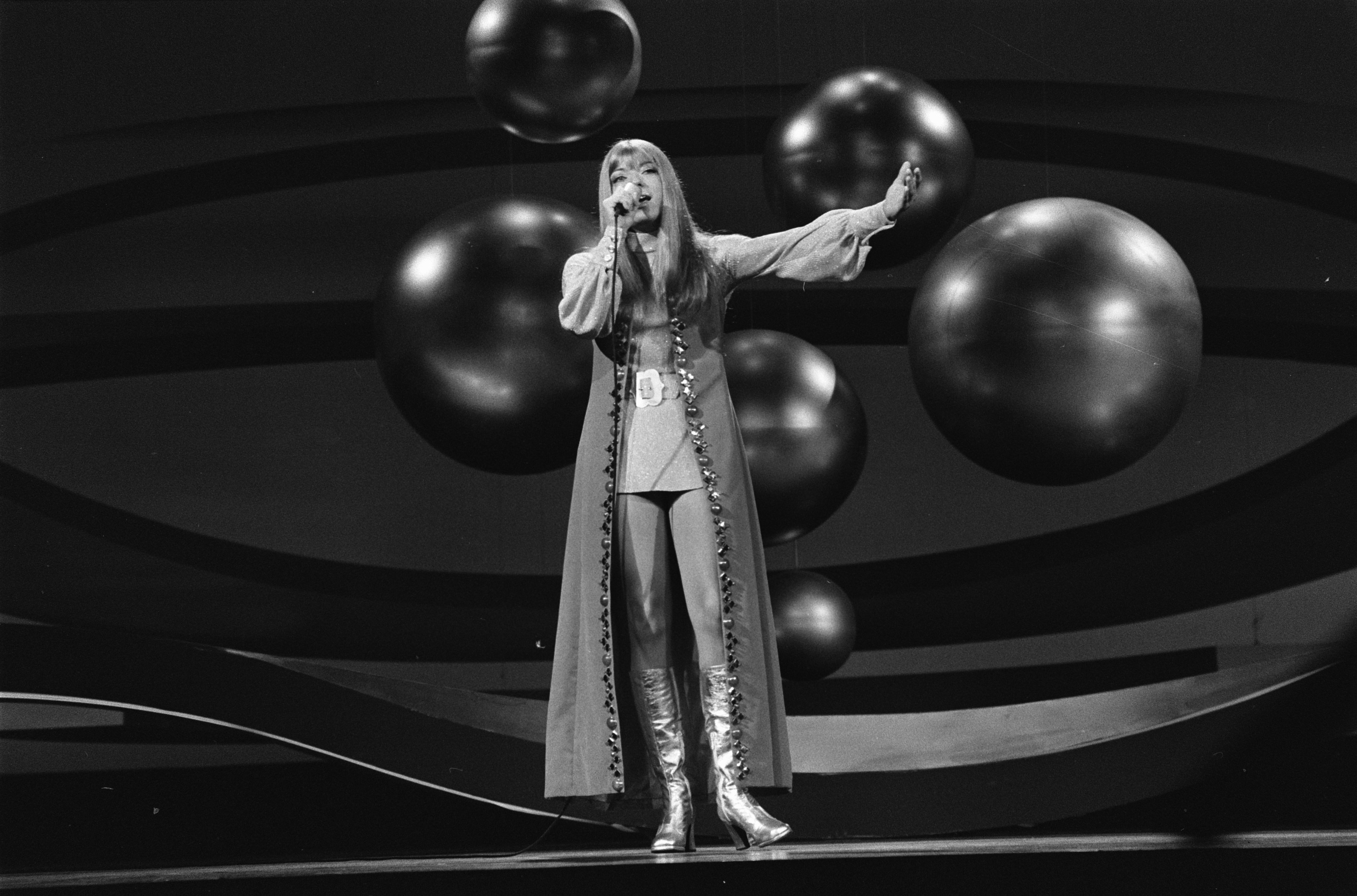
Katja Ebstein i Amsterdam 1970

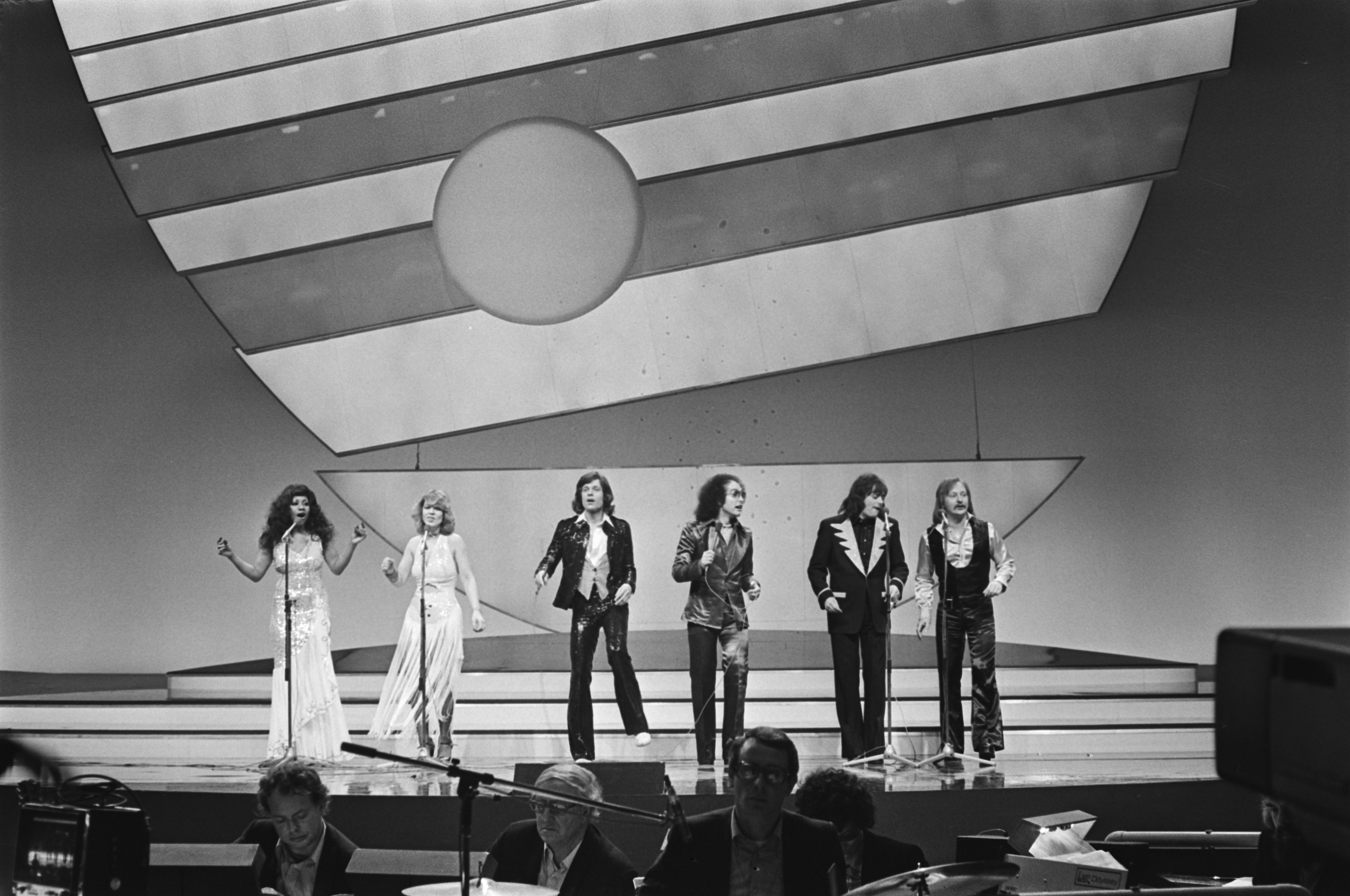
Les Humphries Singers i Haag 1976

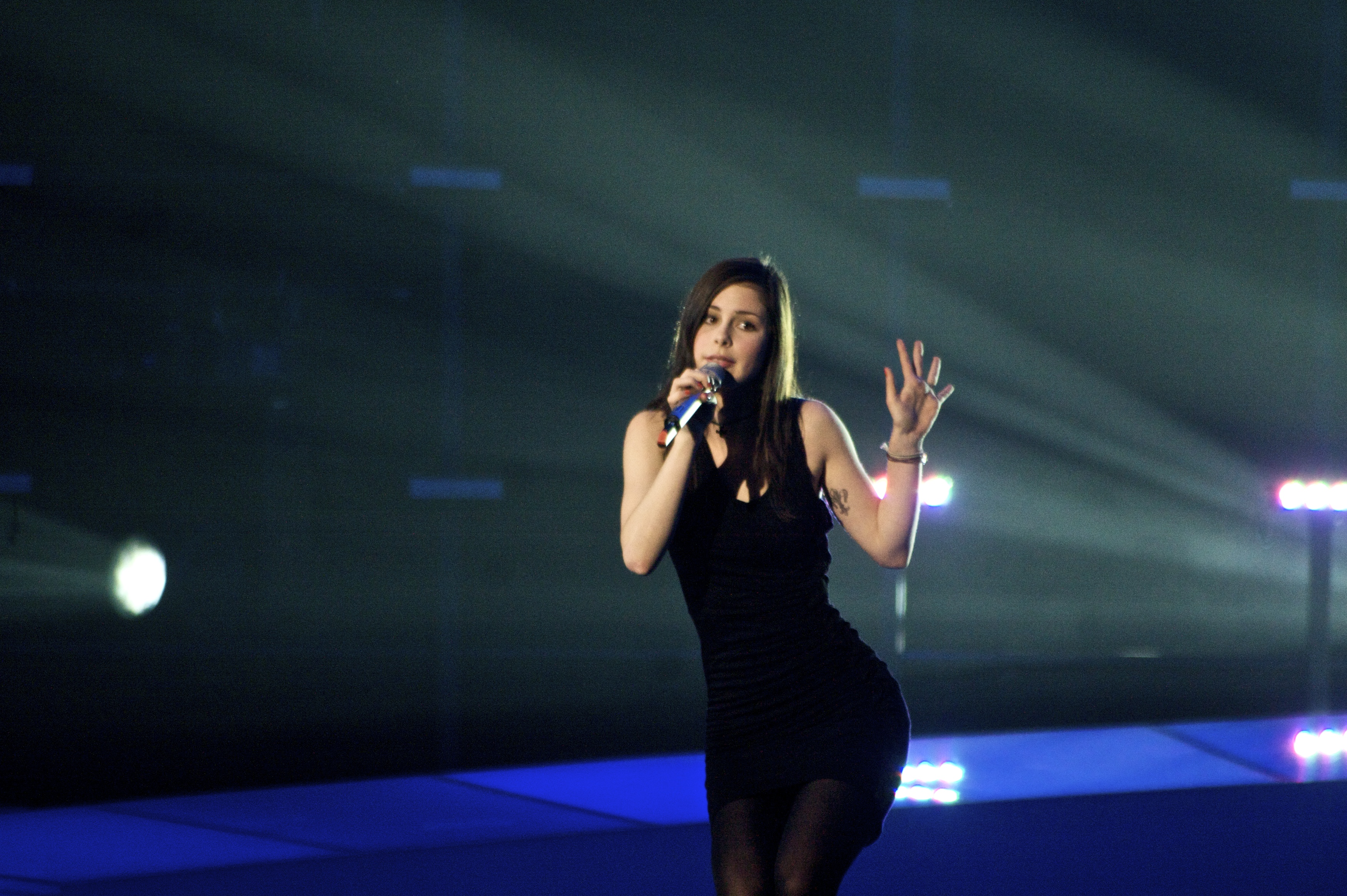
Lena i Oslo 2010

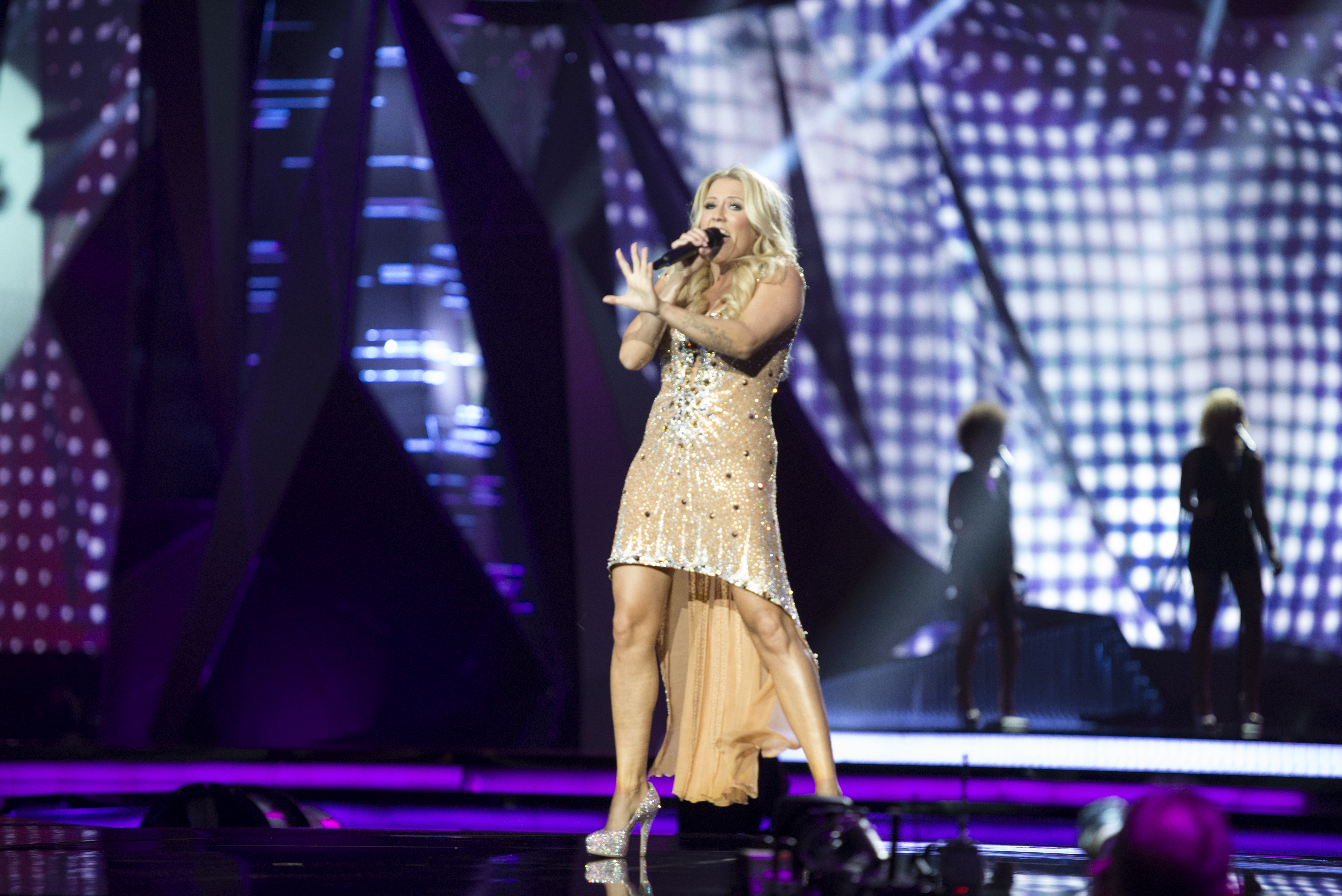
Cascada i Malmö 2013

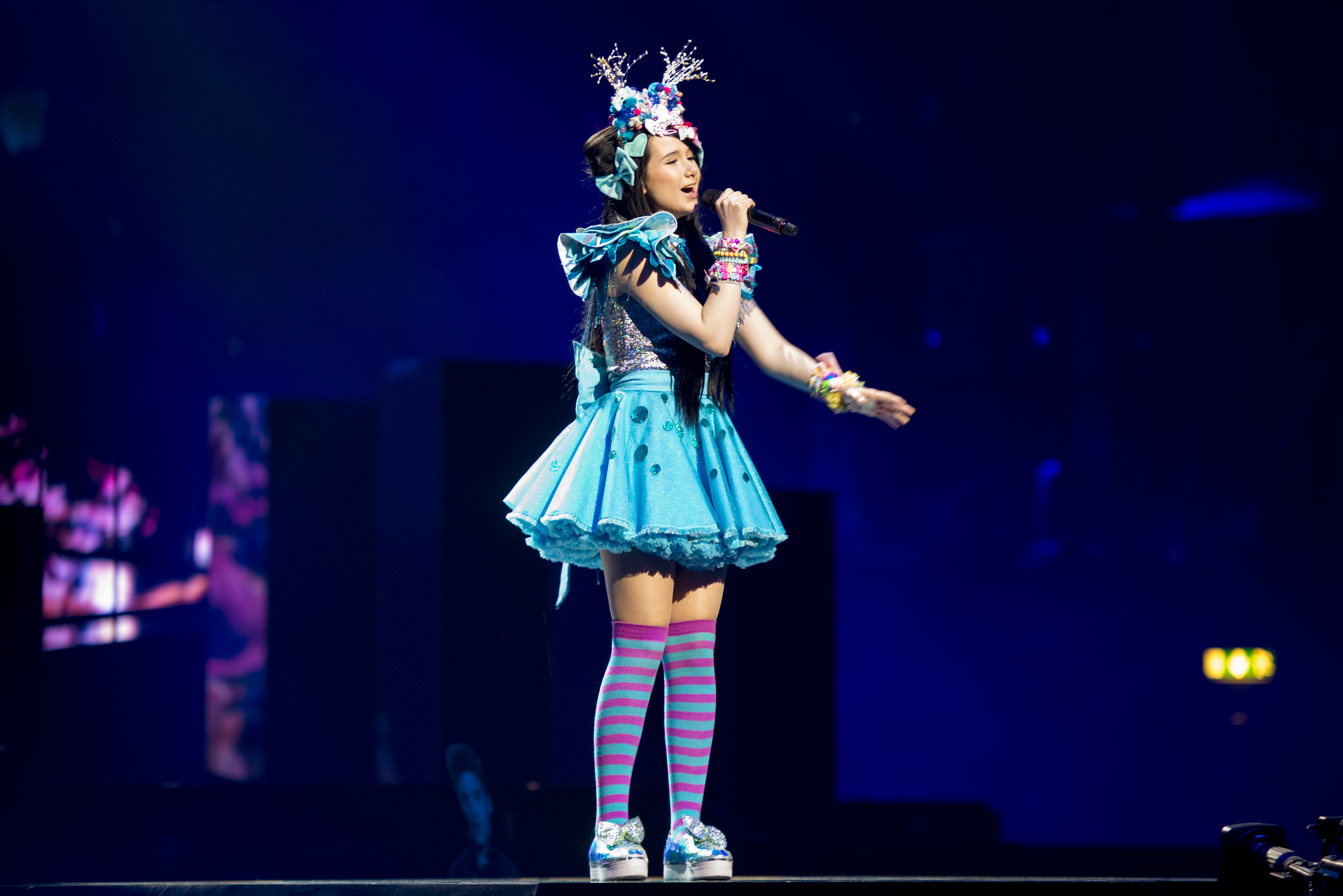
Jamie-Lee i Stockholm 2016

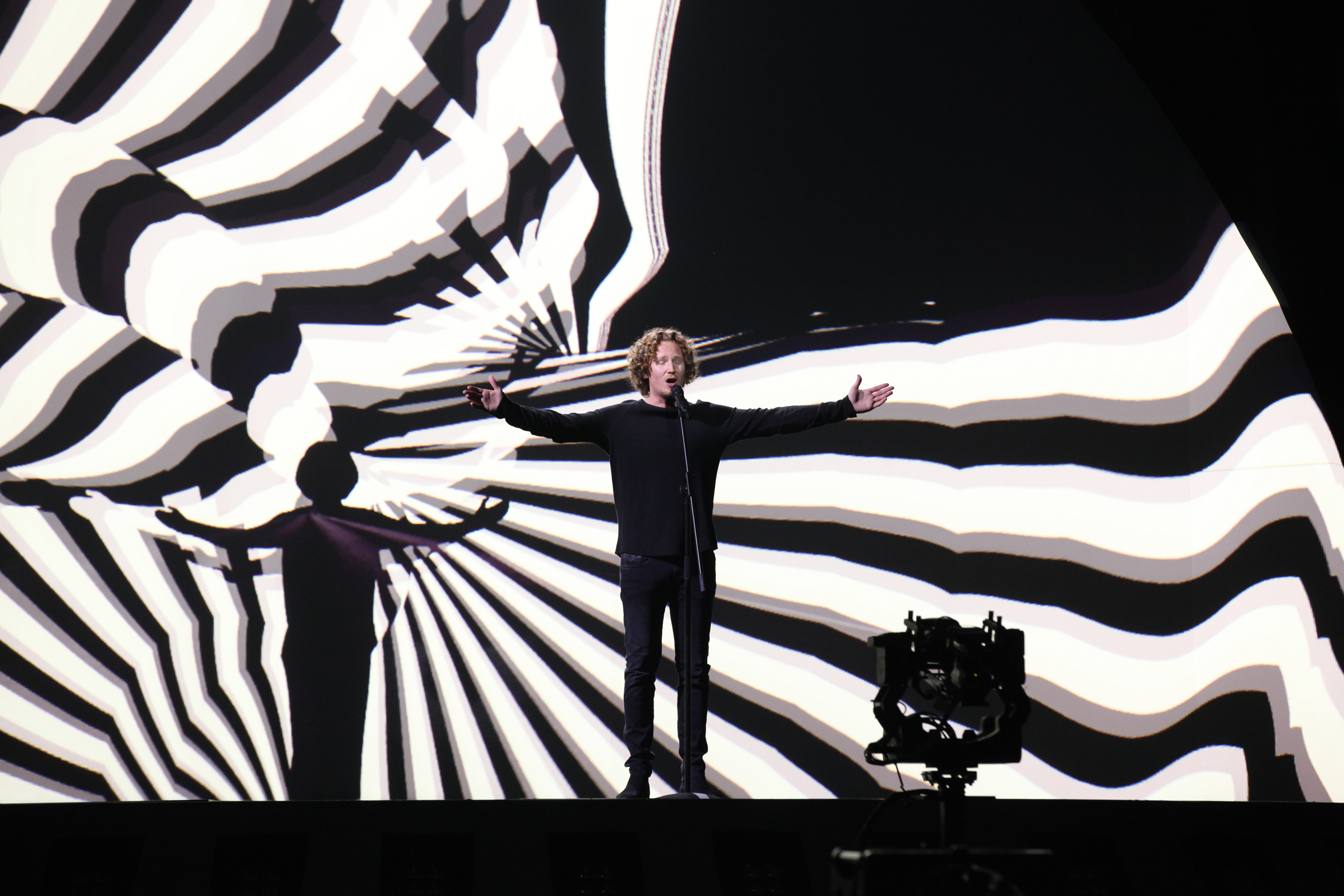
Michael Schulte i Lissabon 2018

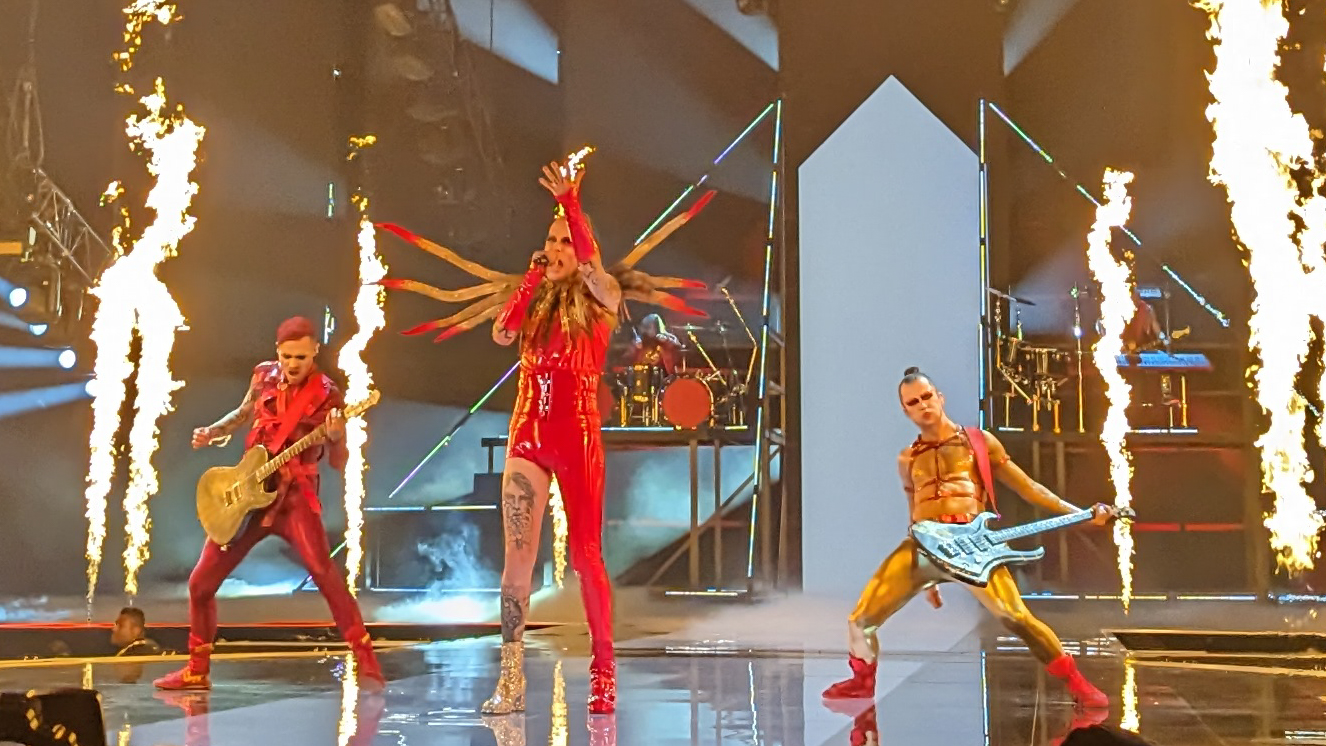
Lord of the Lost i Liverpool 2023

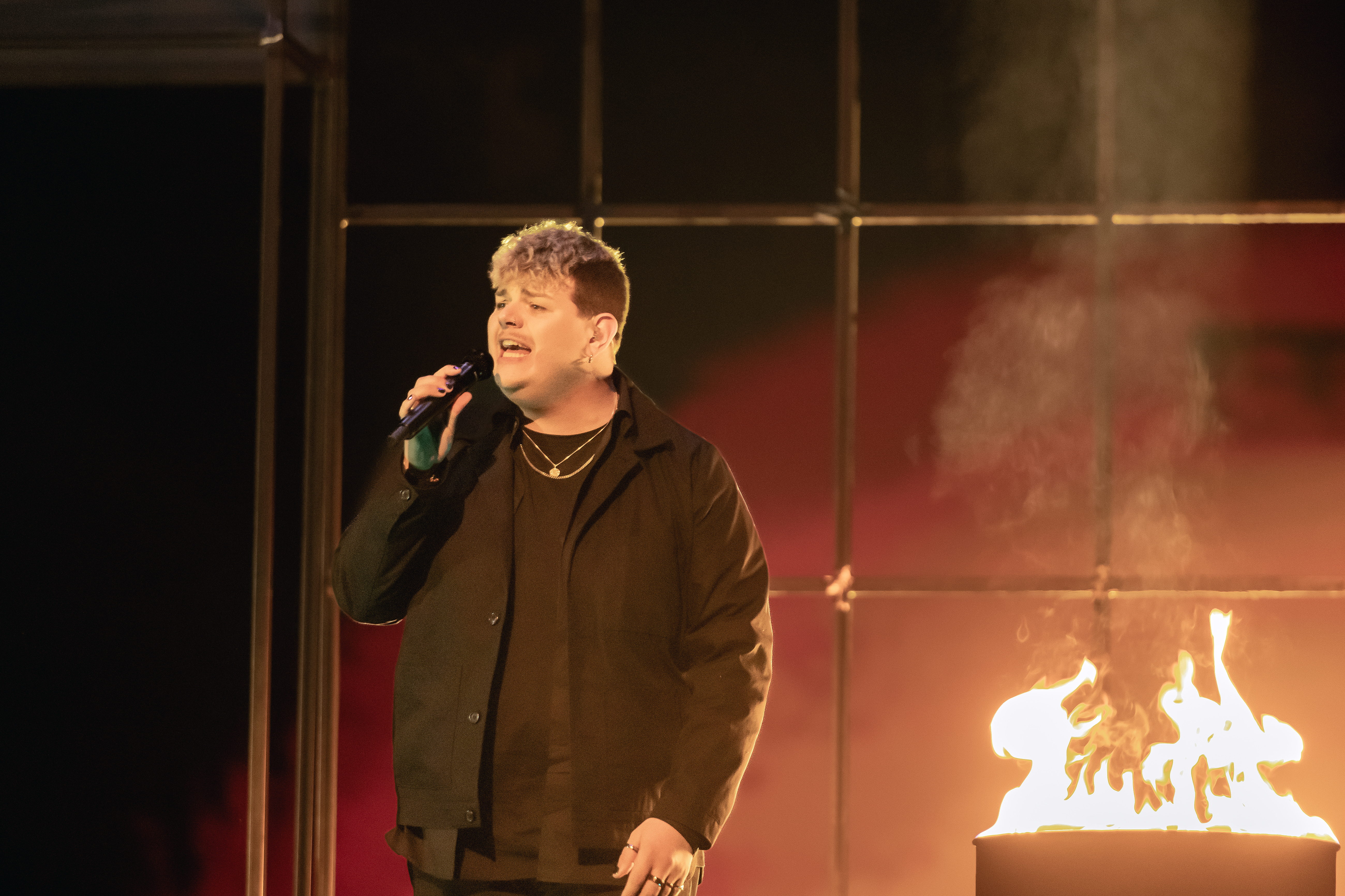
ISAAK i Malmö 2024

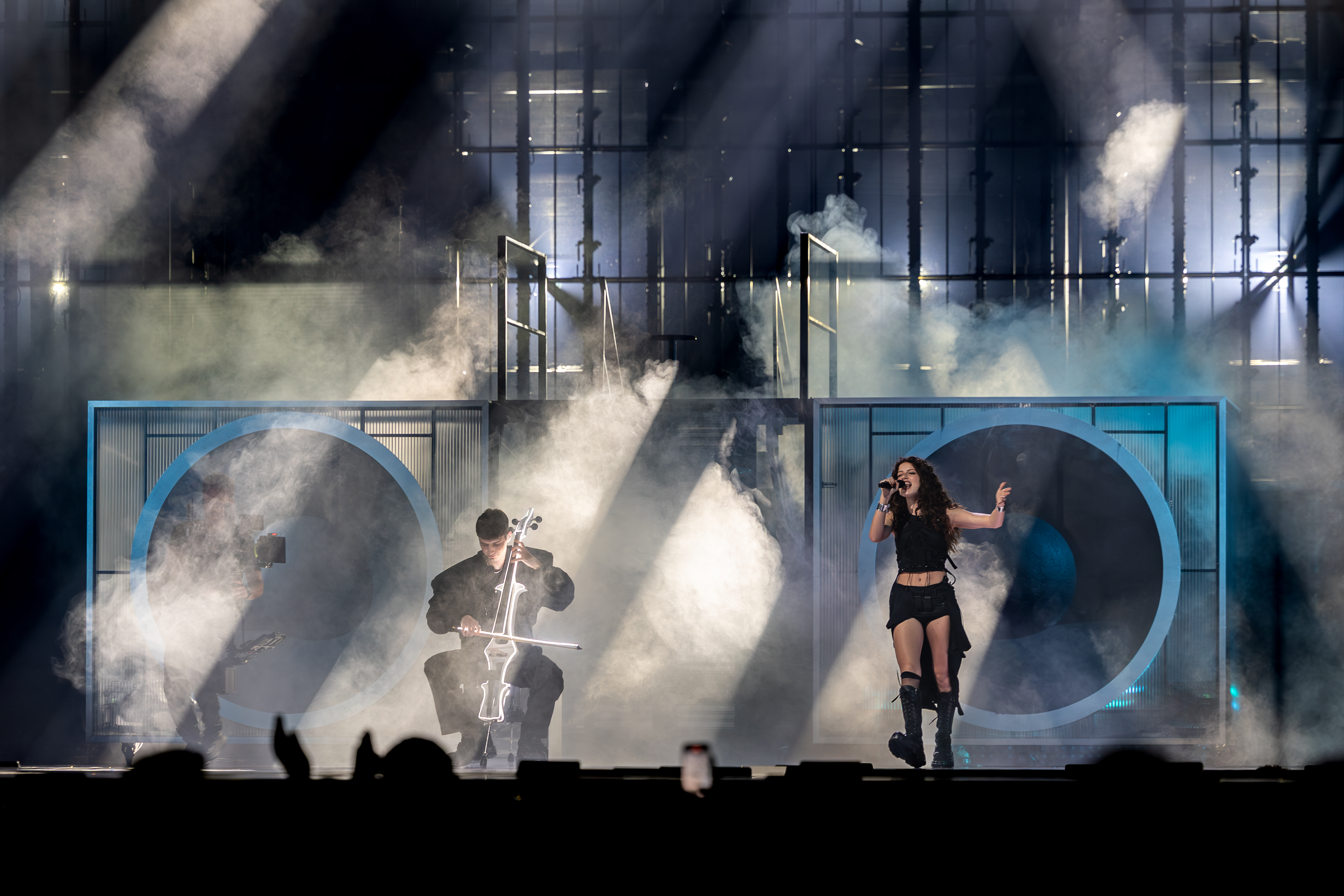
Abor & Tynna i Basel 2025.

Tyskland debuterade i Eurovision Song Contest 1956 och har till och med 2025 deltagit 68 gånger. Det tyska tv-bolagen Norddeutscher Rundfunk (NDR) och ARD har varit ansvarig för Tysklands medverkan varje år sedan 1996. Tävlingen har genom åren sänts i Tyskland av HR (från 1956 till 1978), BR (från 1979 till 1991) och MDR (från 1992 till 1995). Med 66 antal framträdanden i tävlingen är Tyskland det landet som deltagit flest gånger av alla länder. Det är endast 1996 som Tyskland inte deltagit i tävlingen. 
Tyskland har vunnit tävlingen två gånger hittills; 1982 och 2010. Förutom vinsterna har Tyskland stått på pallplats vid ytterligare nio tillfällen; fyra andra platser (1980, 1981, 1985 och 1987) och fem tredje platser (1970, 1971, 1972, 1994 och 1999). Tyskland tävlade från år 1956 till 1990 som Västtyskland. Medan Västtyskland tävlade i festivalen var grannlandet Östtyskland aldrig aktiv i Eurovision Song Contest. Det återförenade Tyskland gjorde sin debut år 1991 då Italien stod som värdland. Ralph Siegel är den låtskrivare som representerat landet flest gånger. Med fjorton kompositioner är han dessutom den flitigaste låtskrivaren i Eurovisionens historia. 
Tyskland är numera med i konstellationen The Big Five och är därmed direktkvalificerade till finalen nästkommande år. Tyskland behöver således aldrig kvalificera sig från semifinalen.

## Tyskland I Eurovision Song Contest

### Historia
Tyskland var ett av de sju länder som deltog i den första upplagan av Eurovision Song Contest 1956, i Lugano i Schweiz. Tyskland representerades då som Västtyskland, medan Östtyskland aldrig deltog i tävlingen. 1957 stod Västtyskland som värdnation för tävlingen som då hölls i Frankfurt. Trots att Schweiz hade vunnit året innan fanns det då ingen regel där vinnande landet skulle arrangera tävlingen året efter. Lotten föll på Västtyskland som fick arrangera tävlingen 1957. Från debuten till slutet på 1960-talet hade Västtyskland blandade resultat i tävlingen. Som bäst kom man på fjärde plats 1960, men man kom också sist två år i rad, 1964 och 1965. Båda åren blev man dessutom poänglöst. 1968 representerade norska storsångerskan Wenche Myhre landet i London och slutade på sjätte plats. Året efter representerade svenska Siw Malmkvist landet i Madrid med låten Prima Ballerina. Malmkvist är den enda svenska sångerskan som representerat Tyskland i tävlingen. I finalen slutade hon på en delad nionde plats med Tommy Körberg från Sverige. Under 1970-talet fick Västtyskland ett flertal bra placeringar. Åren 1970, 1971 och 1972 slutade Västtyskland på bronsplatsen tre år i rad. Katja Ebstein representerade landet både 1970 och 1971. Den danska schlagersångerskan Gitte Hænning representerade landet 1973 och slutade på åttonde plats i Luxemburg. Året därpå slutade Västtyskland på delad sista plats med tre andra länder, vilket var tredje gången landet kommit sist i finalen. Under andra halvan av 1970-talet representerade internationellt framgångsrika artister, såsom Les Humphries Singers (1976) och Silver Convention (1977) landet i tävlingen, men nådde inga större framgångar resultatmässigt i finalerna. Ett av de mest minnesvärda framträdandena någonsin från Tyskland gjordes av gruppen Dschinghis Khan som sjöng en låt med samma namn 1979. Bidraget har i efterhand fått kultstatus i eurovisionssammanhang. Den tempostarka låten handlade om den historiske krigsherren Djingis khan som besjöngs av 5 personer samtidigt som en dansare utklädd till huvudpersonen befann sig i centrum utförde piruetter och en i övrigt tämligen komplex dans; ibland i samklang med de övriga på scenen. På förhand var man rädd att låten skulle väcka anstöt i och med att mongolhärskaren på sina räder också hade härjat i Israel, som då var värdnation för tävlingen. Bidraget gick dock hem och mottog stort jubel och långa applåder från publiken. Låten fick ett par tolvor och slutade på fjärde plats i finalen.
Under 1980-talet nådde Västtyskland många höga placeringar. Perioden 1980–1987 var mycket framgångsrik för landet då man hamnade på pallplats vid fem av åtta framträdanden. Endast 1984 hamnade man utanför topp tio då man hamnade på trettonde plats. Katja Ebstein återvände till tävlingen och representerade landet för tredje och sista gången år 1980. Denna gången slutade hon tvåa med femton poäng bakom Irland som segrade. Året därpå representerade Lena Valaitis Västtyskland och slutade tvåa hon med. Valaitis var dock nära att vinna tävlingen då hon under hela röstningsomgången i finalen var i toppstriden. Men poängen räckte inte till seger och Västtyskland slutade med bara fyra poäng efter segrarna Bucks Fizz från Storbritannien. Efter två raka andra platser kom till slut segern med låten Ein bißchen Frieden framförd av Nicole i Harrogate 1982. Både 1985 och 1987 representerade musikgruppen Wind landet. som vid båda tillfällena slutade tvåa i finalen. Efter Tysklands återförening 1990 representeras landet från 1991 som det enade Tyskland. Wind gjorde sitt tredje försök i tävlingen i Malmö 1992, men denna gången blev resultatet ett stort misslyckande där man slutade på sextonde plats i finalen. 1994 kom Tyskland på tredje plats i finalen, men året efter kom man sist med endast ett poäng som man fick från Malta. Det var fjärde gången som landet kommit sist i finalen, men den första som det enade Tyskland. 1996 hade tyskarna valt ett bidrag för finalen i Oslo, Planet of Blue med Leon, men bidraget kvalificerade sig inte till finalen på grund av en kvalificeringsomgång där juryn fick utse vilka 22 bidrag som skulle få delta i finalen tillsammans med värdnationen Norge, detta gjorde att tyskarna fick stanna hemma. De placerade sig 24:a av totalt 29 bidrag. Tyskland uteblev från finalen för första och dittills enda gången i landets historia i tävlingen. 1998 sände Tyskland ett av sina mest uppseendeväckande bidrag i Guildo Horn och hans Guildo hat euch lieb. Under framträdandet ringde Horn i klockor, sprang ut i publiken och klättrade upp i en ställning ovanför scenen. Det sades även att hans mest trogna fans hade rest utomlands för att kunna rösta på honom. 1999 slutade Tyskland trea i finalen i Jerusalem. På förhand hade det vinnande bidraget i den nationella uttagningen diskvalificerats, istället skickades tvåan i den nationella uttagningen, den tysk-turkiska popgruppen Sürpriz till Jerusalem. 
När systemet med semifinal introducerades 2004 var Tyskland en del av konstellationen The Big Four (Numera The Big Five) som innebär att Tyskland är direktkvalificerade till finalen varje år eftersom Tyskland tillsammans med fyra andra länder bidrar med mest pengar till EBU. I Istanbul 2004 slutade Tyskland på åttonde plats i finalen med en låt skriven av Stefan Raab, som representerade landet i Stockholm 2000, och som kom senare att bli programledare för tävlingen 2011. Åren 2005–2009 nådde Tyskland inga framgångar och hamnade nästan vid alla tillfällena bland bottenplaceringarna i finalen. 2005 kom man sist i finalen för femte gången. I den nationella uttagningen hade bidragen utsetts baserat på tidigare försäljningsframgångar. Gracia Baur vann med bidraget Run & Hide, skriven och producerad av David Brandes. Snart visade det sig att Brandes hade köpt tusentals av sina egna skivor för att kunna komma med i den tyska uttagningen. Trots att röster höjdes om att bidraget borde diskvalificeras åkte ändå Gracia till den internationella finalen i Kiev och framförde låten. 2010 kom Tysklands andra och hittills senaste seger i tävlingen med låten Satellite framförd av Lena Meyer-Landrut. Tyskland blev det första landet från konstellationen The Big Five att vinna tävlingen. Tyskland fick därmed äran att arrangera tävlingen året efter i Düsseldorf. Lena Meyer-Landrut representerade landet igen för andra året i rad med låten Taken by a Stranger, denna gången hamnade hon på tionde plats. Sedan åttonde platsen i finalen 2012 har Tysklands prestation i tävlingen försämrats avsevärt. Sedan 2013 har Tyskland hamnat i bottenplaceringarna vid alla tillfällena förutom ett. Både 2015 och 2016 kom Tyskland på sistaplats i finalen. 2015 blev man dessutom poänglöst tillsammans med Österrike, vilket man delade sistaplatsen med. 2018 kom Tysklands bästa placering efter segern 2010. Michael Schulte med låten You Let Me Walk Alone slutade på fjärde plats i finalen i Lissabon. Schulte var dessutom två poäng efter Österrike som kom trea och tog bronsplatsen.

### Nationell Uttagningsform
Tyskland har inget standardsystem när det kommer till att utse representanten och låten. Man har använt sig av olika metoder, antingen internval eller genom en nationell uttagning. När det kommer till nationell uttagning har upplägget sett olika ut år för år; en nationell final, en uttagning med olika antalet semifinaler, ibland också med heats/auditions eller där man valt ut artisten internt men bidraget valts ut genom en nationell tävling. 2022 använde man sig av en nationell final med namnet "Germany 12 Points" där sex bidrag tävlade i finalen.

## Resultattabell
| 1 | Vinnare                            |
| 2 | Andra plats                        |
| 3 | Tredje plats                       |
| ◁ | Sista plats                        |
| X | Ett bidrag valdes men tävlade inte |

| År   | Artist                       | Bidrag                                    | Språk                     | Final              | Poäng              | Semi                  | Poäng                 |
| ---- | ---------------------------- | ----------------------------------------- | ------------------------- | ------------------ | ------------------ | --------------------- | --------------------- |
| 1956 | Freddy Quinn                 | So geht das jede Nacht                    | Tyska                     | 2                  | i.u.               | Inga semifinaler      | Inga semifinaler      |
| 1956 | Walter Andreas Schwarz       | Im Wartesaal zum großen Glück             | Tyska                     | 2                  | i.u.               | Inga semifinaler      | Inga semifinaler      |
| 1957 | Margot Hielscher             | Telefon, Telefon                          | Tyska                     | 4                  | 8                  | Inga semifinaler      | Inga semifinaler      |
| 1958 | Margot Hielscher             | Für zwei Groschen Musik                   | Tyska                     | 7                  | 5                  | Inga semifinaler      | Inga semifinaler      |
| 1959 | Alice & Ellen Kessler        | Heute abend wollen wir tanzen geh'n       | Tyska                     | 8                  | 5                  | Inga semifinaler      | Inga semifinaler      |
| 1960 | Wyn Hoop                     | Bonne nuit, ma chérie                     | Tyska                     | 4                  | 11                 | Inga semifinaler      | Inga semifinaler      |
| 1961 | Lale Andersen                | Einmal sehen wir uns wieder               | Tyska, franska            | 13                 | 3                  | Inga semifinaler      | Inga semifinaler      |
| 1962 | Conny Froboess               | Zwei kleine Italiener                     | Tyska                     | 6                  | 9                  | Inga semifinaler      | Inga semifinaler      |
| 1963 | Heidi Brühl                  | Marcel                                    | Tyska                     | 9                  | 5                  | Inga semifinaler      | Inga semifinaler      |
| 1964 | Nora Nova                    | Man gewöhnt sich so schnell an das Schöne | Tyska                     | 13                 | 0                  | Inga semifinaler      | Inga semifinaler      |
| 1965 | Ulla Wiesner                 | Paradies, wo bist du?                     | Tyska                     | 15                 | 0                  | Inga semifinaler      | Inga semifinaler      |
| 1966 | Margot Eskens                | Die Zeiger der Uhr                        | Tyska                     | 10                 | 7                  | Inga semifinaler      | Inga semifinaler      |
| 1967 | Inge Brück                   | Anouschka                                 | Tyska                     | 8                  | 7                  | Inga semifinaler      | Inga semifinaler      |
| 1968 | Wencke Myhre                 | Ein Hoch der Liebe                        | Tyska                     | 6                  | 11                 | Inga semifinaler      | Inga semifinaler      |
| 1969 | Siw Malmkvist                | Primaballerina                            | Tyska                     | 9                  | 8                  | Inga semifinaler      | Inga semifinaler      |
| 1970 | Katja Ebstein                | Wunder gibt es immer wieder               | Tyska                     | 3                  | 12                 | Inga semifinaler      | Inga semifinaler      |
| 1971 | Katja Ebstein                | Diese Welt                                | Tyska                     | 3                  | 100                | Inga semifinaler      | Inga semifinaler      |
| 1972 | Mary Roos                    | Nur die Liebe läßt uns leben              | Tyska                     | 3                  | 107                | Inga semifinaler      | Inga semifinaler      |
| 1973 | Gitte                        | Junger Tag                                | Tyska                     | 8                  | 85                 | Inga semifinaler      | Inga semifinaler      |
| 1974 | Cindy & Bert                 | Die Sommermelodie                         | Tyska                     | 14                 | 3                  | Inga semifinaler      | Inga semifinaler      |
| 1975 | Joy Fleming                  | Ein Lied kann eine Brücke sein            | Tyska, engelska           | 17                 | 15                 | Inga semifinaler      | Inga semifinaler      |
| 1976 | Les Humphries Singers        | Sing Sang Song                            | Tyska                     | 15                 | 12                 | Inga semifinaler      | Inga semifinaler      |
| 1977 | Silver Convention            | Telegram                                  | Engelska                  | 8                  | 55                 | Inga semifinaler      | Inga semifinaler      |
| 1978 | Ireen Sheer                  | Feuer                                     | Tyska                     | 6                  | 84                 | Inga semifinaler      | Inga semifinaler      |
| 1979 | Dschinghis Khan              | Dschinghis Khan                           | Tyska                     | 4                  | 86                 | Inga semifinaler      | Inga semifinaler      |
| 1980 | Katja Ebstein                | Theater                                   | Tyska                     | 2                  | 128                | Inga semifinaler      | Inga semifinaler      |
| 1981 | Lena Valaitis                | Johnny Blue                               | Tyska                     | 2                  | 132                | Inga semifinaler      | Inga semifinaler      |
| 1982 | Nicole                       | Ein bißchen Frieden                       | Tyska                     | 1                  | 161                | Inga semifinaler      | Inga semifinaler      |
| 1983 | Hoffmann & Hoffmann          | Rücksicht                                 | Tyska                     | 5                  | 94                 | Inga semifinaler      | Inga semifinaler      |
| 1984 | Mary Roos                    | Aufrecht geh'n                            | Tyska                     | 13                 | 34                 | Inga semifinaler      | Inga semifinaler      |
| 1985 | Wind                         | Für alle                                  | Tyska                     | 2                  | 105                | Inga semifinaler      | Inga semifinaler      |
| 1986 | Ingrid Peters                | Über die Brücke geh'n                     | Tyska                     | 8                  | 62                 | Inga semifinaler      | Inga semifinaler      |
| 1987 | Wind                         | Laß die Sonne in Dein Herz                | Tyska                     | 2                  | 141                | Inga semifinaler      | Inga semifinaler      |
| 1988 | Maxi & Chris Garden          | Lied für einen Freund                     | Tyska                     | 14                 | 48                 | Inga semifinaler      | Inga semifinaler      |
| 1989 | Nino de Angelo               | Flieger                                   | Tyska                     | 14                 | 46                 | Inga semifinaler      | Inga semifinaler      |
| 1990 | Chris Kempers & Daniel Kovac | Frei zu leben                             | Tyska                     | 9                  | 60                 | Inga semifinaler      | Inga semifinaler      |
| 1991 | Atlantis 2000                | Dieser Traum darf niemals sterben         | Tyska                     | 18                 | 10                 | Inga semifinaler      | Inga semifinaler      |
| 1992 | Wind                         | Träume sind für alle da                   | Tyska                     | 16                 | 27                 | Inga semifinaler      | Inga semifinaler      |
| 1993 | Münchener Freiheit           | Viel zu weit                              | Tyska                     | 18                 | 18                 | Inga semifinaler      | Inga semifinaler      |
| 1994 | Mekado                       | Wir geben 'ne Party                       | Tyska                     | 3                  | 128                | Inga semifinaler      | Inga semifinaler      |
| 1995 | Stone & Stone                | Verliebt in Dich                          | Tyska                     | 23                 | 1                  | Inga semifinaler      | Inga semifinaler      |
| 1996 | Leon                         | Planet of Blue                            | Tyska                     | 24                 | 24                 | Kvalificerade inte    | Kvalificerade inte    |
| 1997 | Bianca Shomburg              | Zeit                                      | Tyska                     | 18                 | 22                 | Inga semifinaler      | Inga semifinaler      |
| 1998 | Guildo Horn                  | Guildo hat Euch lieb!                     | Tyska                     | 7                  | 86                 | Inga semifinaler      | Inga semifinaler      |
| 1999 | Sürpriz                      | Reise nach Jerusalem – Kudüs'e seyahat    | Tyska, turkiska, engelska | 3                  | 140                | Inga semifinaler      | Inga semifinaler      |
| 2000 | Stefan Raab                  | Wadde hadde dudde da?                     | Tyska, engelska           | 5                  | 96                 | Del av "The big four" | Del av "The big four" |
| 2001 | Michelle                     | Wer Liebe lebt                            | Tyska, engelska           | 8                  | 66                 | Del av "The big four" | Del av "The big four" |
| 2002 | Corinna May                  | I Can't Live without Music                | Engelska                  | 21                 | 17                 | Del av "The big four" | Del av "The big four" |
| 2003 | Lou                          | Let's Get Happy                           | Engelska                  | 11                 | 53                 | Del av "The big four" | Del av "The big four" |
| 2004 | Max                          | Can't Wait until Tonight                  | Engelska, turkiska        | 8                  | 93                 | Del av "The big four" | Del av "The big four" |
| 2005 | Gracia                       | Run & Hide                                | Engelska                  | 24                 | 4                  | Del av "The big four" | Del av "The big four" |
| 2006 | Texas Lightning              | No No Never                               | Engelska                  | 15                 | 36                 | Del av "The big four" | Del av "The big four" |
| 2007 | Roger Cicero                 | Frauen regier'n die Welt                  | Tyska, engelska           | 19                 | 49                 | Del av "The big four" | Del av "The big four" |
| 2008 | No Angels                    | Disappear                                 | Engelska                  | 23                 | 14                 | Del av "The big four" | Del av "The big four" |
| 2009 | Alex Swings, Oscar Sings!    | Miss Kiss Kiss Bang                       | Engelska                  | 20                 | 35                 | Del av "The big four" | Del av "The big four" |
| 2010 | Lena                         | Satellite                                 | Engelska                  | 1                  | 246                | Del av "The big four" | Del av "The big four" |
| 2011 | Lena                         | Taken by a Stranger                       | Engelska                  | 10                 | 107                | Del av "The big five" | Del av "The big five" |
| 2012 | Roman Lob                    | Standing Still                            | Engelska                  | 8                  | 110                | Del av "The big five" | Del av "The big five" |
| 2013 | Cascada                      | Glorious                                  | Engelska                  | 21                 | 19                 | Del av "The big five" | Del av "The big five" |
| 2014 | Elaiza                       | Is It Right                               | Engelska                  | 18                 | 39                 | Del av "The big five" | Del av "The big five" |
| 2015 | Ann Sophie                   | Black Smoke                               | Engelska                  | 27                 | 0                  | Del av "The big five" | Del av "The big five" |
| 2016 | Jamie-Lee                    | Ghost                                     | Engelska                  | 26                 | 11                 | Del av "The big five" | Del av "The big five" |
| 2017 | Levina                       | Perfect Life                              | Engelska                  | 25                 | 6                  | Del av "The big five" | Del av "The big five" |
| 2018 | Michael Schulte              | You Let Me Walk Alone                     | Engelska                  | 4                  | 340                | Del av "The big five" | Del av "The big five" |
| 2019 | S!sters                      | Sister                                    | Engelska                  | 25                 | 24                 | Del av "The big five" | Del av "The big five" |
| 2020 | Ben Dolic                    | Violent Thing                             | Engelska                  | Tävlingen inställd | Tävlingen inställd | Del av "The big five" | Del av "The big five" |
| 2021 | Jendrik                      | I Don't Feel Hate                         | Engelska                  | 25                 | 3                  | Del av "The big five" | Del av "The big five" |
| 2022 | Malik Harris                 | Rockstars                                 | Engelska                  | 25                 | 6                  | Del av "The big five" | Del av "The big five" |
| 2023 | Lord of the Lost             | Blood & Glitter                           | Engelska                  | 26                 | 18                 | Del av "The big five" | Del av "The big five" |
| 2024 | ISAAK                        | Always on the Run                         | Engelska                  | 12                 | 117                | Del av "The big five" | Del av "The big five" |
| 2025 | Abor & Tynna                 | Baller                                    | Tyska                     | 15                 | 151                | Del av "The big five" | Del av "The big five" |

## Röstningshistorik (1957–2017)
Källa: Eurovision Song Contest Database

### Tyskland hargivitmest poäng till...
| Endast finaler | Endast finaler | Endast finaler |
| Nr             | Land           | Poäng          |
| -------------- | -------------- | -------------- |
| 1              | Storbritannien | 186            |
| 2              | Sverige        | 178            |
| 3              | Turkiet        | 170            |
| 4              | Frankrike      | 155            |
| 5              | Irland         | 149            |

| Finaler och semifinaler | Finaler och semifinaler | Finaler och semifinaler |
| Nr                      | Land                    | Poäng                   |
| ----------------------- | ----------------------- | ----------------------- |
| 1                       | Sverige                 | 211                     |
| 2                       | Turkiet                 | 208                     |
| 3                       | Storbritannien          | 186                     |
| 4                       | Israel                  | 179                     |
| 5                       | Irland                  | 163                     |

### Tyskland harmottagitflest poäng från...
| Endast finaler | Endast finaler | Endast finaler |
| Nr             | Land           | Poäng          |
| -------------- | -------------- | -------------- |
| 1              | Spanien        | 224            |
| 2              | Portugal       | 177            |
| 3              | Storbritannien | 168            |
| 4              | Schweiz        | 163            |
| 5              | Belgien        | 162            |